# Ski acrobatique aux Jeux olympiques de 2006
Pour des articles plus généraux, voir Ski acrobatique aux Jeux olympiques et Jeux olympiques d'hiver de 2006.
Navigation
Salt Lake City 2002 Vancouver 2010
Les épreuves de ski acrobatique aux Jeux olympiques de 2006 se sont tenues entre le 11 et le 23 février 2006. 

## Podiums
| Épreuves            | Or              | Argent             | Bronze           |
| Bosses F 11 février | Jennifer Heil   | Kari Traa          | Sandra Laoura    |
| Bosses H 15 février | Dale Begg-Smith | Mikko Ronkainen    | Toby Dawson      |
| Sauts F 22 février  | Evelyne Leu     | Nina Li            | Alisa Camplin    |
| Sauts H 23 février  | Xiaopen Han     | Dmitri Dashchinsky | Vladimir Lebedev |

## Résultats
Bosses F
| Place | Nation             | Athlète          | Note  |
| ----- | ------------------ | ---------------- | ----- |
| 1er   | Canada             | Jennifer Heil    | 26.50 |
| 2e    | Norvège            | Kari Traa        | 25.65 |
| 3e    | France             | Sandra Laoura    | 25.37 |
| 4e    | Suède              | Sara Kjellin     | 24.74 |
| 5e    | Japon              | Aiko Uemura      | 24.01 |
| 6e    | République tchèque | Nikola Sudova    | 23.58 |
| 7e    | Canada             | Kristi Richards  | 23.30 |
| 8e    | Canada             | Audrey Robichaud | 23.10 |

Bosses H
| Place | Nation     | Athlète           | Points |
| ----- | ---------- | ----------------- | ------ |
| 1er   | Australie  | Dale Begg-Smith   | 26,77  |
| 2e    | Finlande   | Mikko Ronkainen   | 26,62  |
| 3e    | États-Unis | Toby Dawson       | 26,30  |
| 4e    | Canada     | Marc-André Moreau | 25,62  |
| 5e    | Suède      | Jesper Björnlund  | 25,21  |
| 6e    | États-Unis | Jeremy Bloom      | 25,17  |
| 7e    | États-Unis | Travis Mayer      | 24,91  |
| 8e    | Finlande   | Juuso Lahtela     | 24,42  |

Saut F
| Place | Nation      | Athlète        | Notes  |
| ----- | ----------- | -------------- | ------ |
| 1er   | Suisse      | Evelyne Leu    | 202.55 |
| 2e    | Chine       | Nina Li        | 197.39 |
| 3e    | Australie   | Alisa Camplin  | 191.39 |
| 4e    | Chine       | Nannan Xu      | 191.23 |
| 5e    | Biélorussie | Oly Slivets    | 177.75 |
| 6e    | Chine       | Xinxin Guo     | 174.85 |
| 7e    | Suisse      | Manuela Müller | 159.14 |
| 8e    | Australie   | Jacqui Cooper  | 152.69 |

Saut H
| Place | Nation      | Athlète            | Notes       |
| ----- | ----------- | ------------------ | ----------- |
| 1er   | Chine       | Xiaopen Han        | 250.770 pts |
| 2e    | Biélorussie | Dmitri Dashchinsky | 248.680 pts |
| 3e    | Russie      | Vladimir Lebedev   | 246.760 pts |
| 4e    | Biélorussie | Alexei Grishin     | 245.180 pts |
| 5e    | Canada      | Kyle Nissen        | 244.910 pts |
| 6e    | Canada      | Warren Shouldice   | 239.700 pts |
| 7e    | États-Unis  | Jeret Peterson     | 237.480 pts |
| 8e    | Biélorussie | Anton Kushnir      | 227.660 pts |

## Médailles
| Rang | Nation      | Or | Argent | Bronze | Total |
| ---- | ----------- | -- | ------ | ------ | ----- |
| 1er  | Chine       | 1  | 1      | 0      | 2     |
| 2e   | Australie   | 1  | 0      | 1      | 2     |
| 3e   | Canada      | 1  | 0      | 0      | 1     |
| -    | Suisse      | 1  | 0      | 0      | 1     |
| 5e   | Biélorussie | 0  | 1      | 0      | 1     |
| -    | Finlande    | 0  | 1      | 0      | 1     |
| -    | Norvège     | 0  | 1      | 0      | 1     |
| 8e   | France      | 0  | 0      | 1      | 1     |
| -    | Russie      | 0  | 0      | 1      | 1     |
| -    | États-Unis  | 0  | 0      | 1      | 1     |